# Caproni Ca.102
Il Caproni Ca.102 era un bombardiere bimotore a lungo raggio ad ala alta sviluppato dall'azienda italiana Aeronautica Caproni negli anni trenta.
Evoluzione del precedente Ca.101, entrò in servizio con la Regia Aeronautica, utilizzato anche come aereo da ricognizione e, alla fine della sua vita operativa, come aereo da addestramento.

## Storia del progetto
Il progetto si deve ad una iniziativa del proprietario e progettista Gianni Caproni che, coadiuvato da Agostino Caratti e dall'ufficio tecnico, decise di sviluppare ulteriormente il concetto di velivolo multiruolo medio ad ala alta e costruzione mista, avviato alla produzione con il monomotore Ca.97 nel 1927. Il nuovo modello derivava direttamente dal Ca.101 trimotore e ne riproponeva l'impostazione generale.
Il nuovo modello, che assunse la designazione Ca.102, era caratterizzato dall'adozione di una coppia di motori radiali Alfa Romeo Jupiter, versione prodotta su licenza dalla Alfa Romeo Milano. Inoltre erano presenti dei finestrini posti ai lati della fusoliera in corrispondenza di quelle che dovevano essere le postazioni dei mitraglieri. Un'altra mitragliatrice era situata in una gondola integrata nella parte inferiore della fusoliera. Il carrello d'atterraggio era fisso, dotato anteriormente di una generosa carenatura aerodinamica.
Il prototipo venne portato in volo per la prima volta nel corso del 1929 da Mario de Bernardi, nel ruolo di pilota collaudatore, sull'aeroporto dell'azienda, al Campo di aviazione di Taliedo e, date le buone caratteristiche riscontrate, dopo un breve periodo di raffinamento fu avviato alla produzione in serie.

## Tecnica
Il velivolo conservava sostanzialmente l'aspetto tradizionale del suo predecessore, monoplano ad ala alta con carrello fisso.
La fusoliera era realizzata in tecnica mista, con la struttura in tubi d'acciaio saldati ricoperta da tela di lino e lamierini d'alluminio, ed integrava la cabina di pilotaggio a due posti affiancati e lo scompartimento destinato al trasporto delle attrezzature da ricognizione e dal carico bellico. Posteriormente terminava in una coda convenzionale dotata di piani orizzontali di forma triangolare montati a semisbalzo e connessi alla struttura terminale inferiormente tramite un paio di montanti integrati superiormente da cavi.
La configurazione alare era monoplana, con l'ala montata alta sulla fusoliera e controventata, anch'essa realizzata con struttura in legno ricoperta da tela di lino verniciata, Le due semiali erano collegate alla parte superiore della fusoliera tramite spinotti metallici ed inferiormente tramite montanti tubolari e tiranti entrambi in acciaio, i quali formavano una struttura che sorreggeva anche le gondole motore.
Il carrello d'atterraggio era un robusto biciclo anteriore fisso, a carreggiata larga, normalmente carenato, dotato di robuste gambe ammortizzate e ruote di grande diametro, integrato posteriormente da un ruotino collegato all'apice della struttura di coda.
La propulsione era affidata a due motori Alfa Romeo Jupiter, radiali 9 cilindri raffreddati ad aria posizionati su una singola stella, capaci di erogare una potenza pari a 500 CV (373 kW) ciascuno ed abbinati ad eliche bipala a passo variabile modificabile da terra.
L'armamento difensivo consisteva in una torretta dorsale retrattile con due o tre mitragliatrici, per l'eventuale postazione ventrale e per le due laterali, mentre quello offensivo era in bombe a caduta per un peso totale fino a 500 kg.

## Impiego operativo
Nel periodo interbellico il Ca.102 venne utilizzato nei reparti da bombardamento e ricognizione della Regia Aeronautica in territorio italiano oltre che per un breve periodo nella 62ª Squadriglia B.P..

## Versioni
Ca.102
versione bombardiere e da ricognizione equipaggiata con una coppia di motori radiali Alfa Romeo Jupiter.
Ca.102bis
versione equipaggiata con una coppia di Isotta Fraschini 12R.
Ca.102quater
versione quadrimotore caratterizzata dall'adozione di una coppia di motori Lynx da 200 CV in configurazione traente-spingente per lato.

## Utilizzatori
Italia
- Regia Aeronautica